# Rory Sabbatini

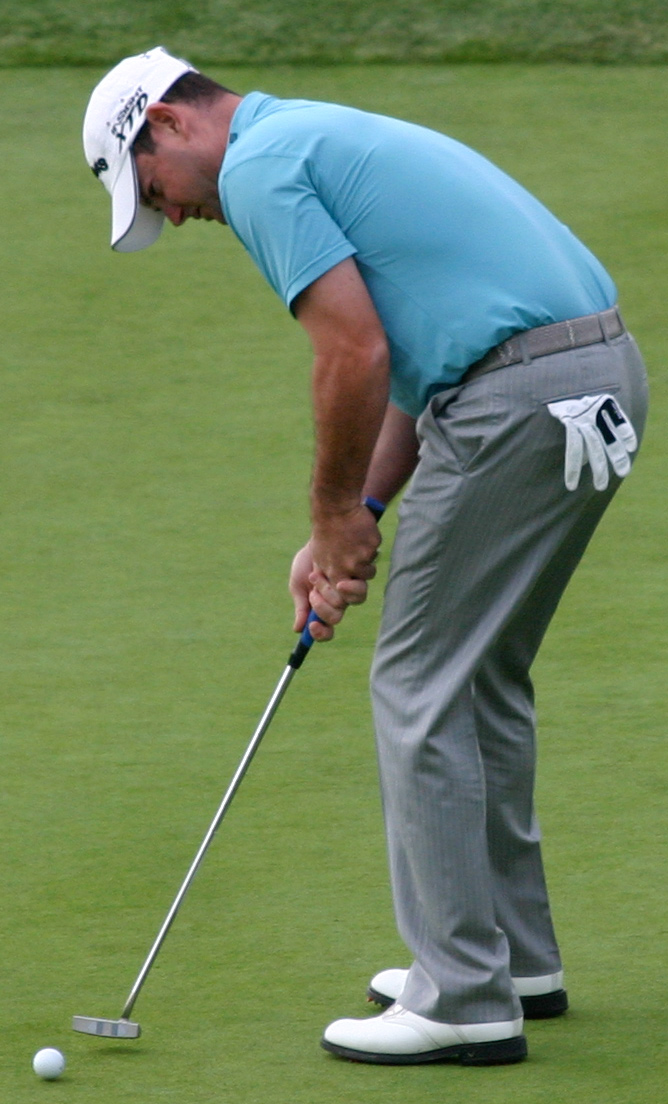
Rory Sabbatini

Rory Sabbatini, född 2 april, 1976 i Durban i Sydafrika är en professionell golfspelare som spelar på PGA Touren och har som bäst varit rankad som världsåtta enligt den officiella världsrankingen.

## Biografi
Sabbatini började att spela golf då han var fyra år gammal men det var först då han var tolv som han började att koncentrera sig på sporten och 1993 blev han internationell juniormästare.
Han rekryterades av University of Arizona och blev professionell 1998. Ett år senare blev han medlem på den amerikanska PGA-touren och det året var han den yngste spelaren på touren. Han har vunnit sex tävlingar på PGA-touren och representerat det internationella laget i Presidents Cup vid ett tillfälle, år 2007.
Sabbatini har representerat Sydafrika sex gånger i WGC-World Cup och han vann tävlingen 2003 tillsammans med Trevor Immelman.
Hans bästa placering i en majortävling är en delad andraplats i 2007 års US Masters, två slag efter vinnaren Zach Johnson. Året därpå, 2008, vann Sabbatini Par 3-tävlingen som arrangeras i samband med US Masters.

## Meriter

### Segrar på PGA-touren
| No. | Datum       | Tävling                               | Vinstresultat   | Mot par | Segermarginal | Runner(s)-up                         |
| --- | ----------- | ------------------------------------- | --------------- | ------- | ------------- | ------------------------------------ |
| 1   | 3 Sep 2000  | Air Canada Championship               | 68-68-67-65=268 | -16     | 1 slag        | Grant Waite                          |
| 2   | 9 Jun 2003  | FBR Capital Open                      | 68-66-68-68=270 | -14     | 4 slag        | Joe Durant, Fred Funk, Duffy Waldorf |
| 3   | 19 Feb 2006 | Nissan Open                           | 67-65-67-72=271 | -13     | 1 slag        | Adam Scott                           |
| 4   | 27 May 2007 | Crowne Plaza Invitational at Colonial | 70-67-62-67=266 | -14     | Särspel       | Jim Furyk, Bernhard Langer           |
| 5   | 24 May 2009 | HP Byron Nelson Championship          | 68-64-65-64=261 | -19     | 2 slag        | Brian Davis                          |
| 6   | 6 Mar 2011  | The Honda Classic                     | 71-64-66-70=271 | -9      | 1 slag        | Y. E. Yang                           |

### Lagtävlingar
- World Cup: 2002, 2003, 2004, 2006, 2008, 2009.
- Presidents Cup (internationella laget): 2007.